# Powiat Ostrowski (Woiwodschaft Großpolen)
Der Powiat Ostrowski ist ein Powiat (Kreis) in der polnischen Woiwodschaft Großpolen. Der Powiat hat eine Fläche von 1160,65 km², auf der etwa 160.000 Einwohner leben; er umfasst acht Gemeinden mit vier Städten.

## Gemeinden
Der Powiat hat acht Gemeinden, davon eine Stadtgemeinde, drei Stadt-und-Land-Gemeinden und vier Landgemeinden.

### Stadtgemeinde
- Ostrów Wielkopolski (Ostrowo)

### Stadt-und-Land-Gemeinden
- Nowe Skalmierzyce (Neu Skalmierschütz)
- Odolanów (Adelnau)
- Raszków (Raschkow)

### Landgemeinden
- Ostrów Wielkopolski (Landgemeinde)
- Przygodzice (Przygodzice)
- Sieroszewice (Sieroszewice)
- Sośnie (Sosnie)

## Partnerschaften
Seit 2009 besteht eine Partnerschaft mit dem Landkreis Sonneberg.